# Сухажево (Моґіленський повіт)
Сухажево (пол. Sucharzewo) — село в Польщі, у гміні Домброва Моґіленського повіту Куявсько-Поморського воєводства.
Населення — 127 осіб (2011).
У 1975-1998 роках село належало до Бидгощського воєводства.

## Демографія
Демографічна структура станом на 31 березня 2011 року:
|          | Загалом | Допрацездатний вік | Працездатний вік | Постпрацездатний вік |
| -------- | ------- | ------------------ | ---------------- | -------------------- |
| Чоловіки | 69      | 16                 | 48               | 5                    |
| Жінки    | 58      | 11                 | 37               | 10                   |
| Разом    | 127     | 27                 | 85               | 15                   |